# Gianni Bonichon
Gianni Bonichon (ur. 13 października 1944 w Nus, zm. 3 stycznia 2010 w Aoście) – włoski bobsleista. Srebrny medalista olimpijski z Sapporo.
Zawody w 1972 były jego jedynymi igrzyskami olimpijskimi. Po medal sięgnął w czwórkach. Osadę tworzyli także Nevio De Zordo, Adriano Frassinelli i Corrado Dal Fabbro.